# Namensschwund
Namensschwund beschreibt die Situation, dass von Generation zu Generation Familiennamen nicht mehr in die nächste Generation übernommen werden. An sich handelt es sich um einen paradoxen Vorgang, da mit den Generationen die Anzahl der Menschen zunimmt und trotzdem bei jeder Geburt eines Kindes, sofern Kulturkreise betroffen sind, die das Konstrukt des Nachnamens kennen, ein Nachname eines Elternteiles „verschwindet“.

## Angelsächsisch, deutscher, osteuropäischer Kulturraum
Hier besteht das Ideal des Ehenamens. Alle Mitglieder einer Familie sollen den gleichen Nachnamen tragen. Aus patriarchalischen Gründen war dies immer der Nachname des Mannes/Vaters, so dass der Name der Frau/Mutter unterging.

## Romanischer und arabischer Kulturraum
Hier bekamen und bekommen die ehelichen Kinder stets den Nachnamen des Vaters. Die Mutter behält zwar ihren Nachnamen, mit ihrem Tod ist dieser dann aber auch verschwunden.

## Spanischsprachiger und portugiesischsprachiger Kulturraum
Eine scheinbare Lösung des Problems bietet das spanische Namensrecht an. Hier führt jeder zwei Nachnamen. Das Kind erhält den jeweils ersten Nachnamen beider Elternteile als ersten bzw. zweiten Nachnamen; nach patriarchalischem Prinzip aber den Namen des Vaters als ersten und den ersten Nachnamen der Mutter als zweiten Nachnamen. Das Problem des Namensschwundes ist damit nicht gelöst, sondern nur um eine Generation verschoben.
Im Portugiesischen wird dabei die Problematik um noch mal eine weitere Generation verschoben, da hier bis zu vier Nachnamen möglich sind.